# Azione legale
L'azione legale (spesso detta anche causa legale) è, nel diritto, il potere attribuito ad un soggetto giuridico di provocare l'esercizio della giurisdizione da parte di un giudice.
Il suo esperimento avvia una causa legale destinata ad essere dibattuta e definita nell'ambito di un processo.

## Azione e lite
Di solito l'esercizio dell'azione avviene in relazione ad una lite (o controversia), ossia ad un conflitto di interessi tra le parti, con il giudice chiamato a stabilire quale di esse ha ragione. Talvolta, però, non c'è lite e l'intervento del giudice è necessario per la costituzione, in collaborazione con le parti, di un rapporto giuridico che l'ordinamento non consente alle parti stesse di costituire autonomamente. Sono questi i casi di volontaria giurisdizione la quale, secondo molti autori, non è attività giurisdizionale vera e propria ma attività materialmente amministrativa che l'ordinamento ha attribuito ad organi giudiziari, in deroga al principio di separazione dei poteri.

## Concezioni dell'azione
Il concetto di azione era già noto al diritto romano dove veniva definita "ius persequendi iudicio quod sibi debeatur" (diritto di realizzare la propria pretesa mediante un processo). La concezione romanistica tendeva ad identificare l'azione con il diritto che attraverso essa viene fatto valere, anche per la tendenza propria del diritto romano - ma riscontrabile anche in altri ordinamenti, ad esempio quelli di common law - a prevedere un'azione per ogni diritto soggettivo da tutelare, senza peraltro conferire esplicitamente quest'ultimo (sicché la sua esistenza si può inferire solo dal fatto che esiste un'azione che lo tutela).
La predetta concezione ha avuto molta fortuna, tanto che è giunta fino all'età moderna. Oggi, però, può dirsi superata da una diversa concezione che distingue l'azione, come situazione giuridica processuale, dal diritto soggettivo sostanziale, alla cui realizzazione l'azione stessa è volta. In questo senso è molto nota la definizione di Giuseppe Chiovenda, secondo cui l'azione è il "potere giuridico di porre in essere le condizioni per l'attuazione della legge".
Non mancano, peraltro, concezioni che vanno ancora più in là nella scissione tra azione e diritto sostanziale, affermando che l'azione è semplicemente il diritto spettante ad ogni cittadino di adire il giudice, a prescindere dalla fondatezza della pretesa che in questo modo viene fatta valere.

## Titolarità dell'azione
La titolarità dell'azione può essere attribuita:
- al soggetto titolare del diritto sostanziale che l'azione è volta a realizzare, il quale agisce, quindi, nel suo interesse;
- ad un organo pubblico, il pubblico ministero, che agisce nell'interesse pubblico;
- a chiunque, nell'interesse della collettività cui appartiene (azione popolare).

L'azione spettante al soggetto titolare del diritto sostanziale ha natura di diritto potestativo: è questo il caso tipico dell'azione civile. Vi sono anche casi, del tutto eccezionali, di sostituzione processuale, in cui l'azione civile può essere esercitata da un soggetto diverso dal titolare del diritto sostanziale, che agisce comunque nel proprio interesse.
L'azione spettante al pubblico ministero ha natura di potestà. È il caso dell'azione penale, con la quale viene realizzata la pretesa punitiva pubblica (ius puniendi) che sorge a seguito della commissione di un reato. Va però rilevato che, in certi casi, l'ordinamento può prevedere l'azione del pubblico ministero anche in materia civile. L'azione del pubblico ministero può essere obbligatoria o discrezionale, secondo che egli sia obbligato ad esercitarla, ove ne ricorrano le condizioni, oppure possa valutare di volta in volta l'opportunità dell'esercizio. In Italia l'azione penale è obbligatoria, vi sono però ordinamenti (specie di common law) dove è facoltativa. D'altra parte, in certi ordinamenti anche l'azione penale può essere esercitata da un privato: può trattarsi della persona offesa dal reato, che agisce quindi nel proprio interesse, o di un'azione popolare; in ogni caso negli ordinamenti attuali i privati hanno di solito un ruolo solamente suppletivo o integrativo rispetto al pubblico ministero (in Italia l'azione penale è esclusivamente pubblica nonostante talvolta si parli impropriamente di "azione privata" nei casi in cui l'esercizio da parte del pubblico ministero è subordinato alla querela della parte lesa).
L'azione popolare è un caso di esercizio privato di funzioni pubbliche. Come tale ha negli ordinamenti odierni natura del tutto eccezionale, essendo ammessa solo in alcuni casi espressamente consentiti dalla legge.

## Esercizio dell'azione
Il soggetto che esercita il potere di azione (l'attore) costituisce in questo modo un rapporto giuridico con il soggetto chiamato in giudizio (il convenuto), anche contro la volontà di quest'ultimo (tant'è che la mancata costituzione in giudizio del convenuto non impedisce la celebrazione del processo ma determina solo la particolare condizione detta contumacia). L'atto processuale attraverso il quale viene esercitato il potere prende il nome di domanda giudiziale.
Il rapporto giuridico che s'instaura a seguito dell'esercizio dell'azione è detto rapporto processuale e intercorre tra attore (nel processo penale l'accusatore), convenuto (nel processo penale l'accusato) e giudice; da esso scaturiscono poteri, oneri e, secondo alcuni autori, anche diritti soggettivi e obblighi in capo a questi soggetti. L'esercizio dei poteri e l'assolvimento degli oneri determina quel concatenarsi di atti nei quali si sostanzia il processo (atti processuali).
Il rapporto processuale va tenuto distinto dal rapporto giuridico correlato al diritto sostanziale alla cui realizzazione il processo è volto. Ha propri presupposti (presupposti processuali), ossia fatti la cui sussistenza è condizione necessaria affinché sorga il potere-dovere del giudice di pronunciarsi sul diritto sostanziale; ove questi presupposti manchino, il rapporto processuale viene ugualmente in essere, ma in capo al giudice sorge un diverso potere-dovere, quello di dichiarare la loro insussistenza. Dai presupposti processuali vanno distinte le condizioni dell'azione, ossia i requisiti che questa deve avere affinché il giudice possa pronunciarsi sul diritto sostanziale; nel diritto processuale civile italiano sono la possibilità giuridica, l'interesse ad agire e la legittimazione ad agire.

## Elementi dell'azione
Sono considerati elementi dell'azione civile:
- le personae, ossia i soggetti, l'attore e il convenuto;
- il petitum, ossia ciò che l'attore domanda al giudice, inteso come provvedimento giurisdizionale (petitum immediato) o bene della vita che in tal modo intende conseguire (petitum mediato);
- la causa petendi, ossia il titolo, il fatto costitutivo del diritto sostanziale in virtù del quale viene chiesto il petitum.

Tali concetti, elaborati con riferimento all'azione civile, sono richiamati anche per altri tipi di azione.
I suddetti elementi servono, in particolare, a stabilire se un'azione si può considerare identica ad altra sulla quale si è già formata la cosa giudicata, nel qual caso, secondo un principio presente nella generalità degli ordinanenti ed espresso dal brocardo ne bis in idem, l'azione stessa non può più essere esercitata: due azioni sono identiche se uguali in tutti i loro elementi.
Laddove vige il principio di corrispondenza tra chiesto e pronunciato, espresso dal brocardo "ne eat iudex extra petita partium", gli elementi dell'azione delimitando il thema decidendum, l'ambito entro il quale il giudice si può pronunciare, con la conseguente illegittimità della pronuncia che concedesse più di quanto chiesto (extrapetizione) o una cosa diversa (ultrapetizione). Il principio, infatti, vieta al giudice di pronunciare a favore o contro soggetti diversi dalle parti, di accordare o negare cosa diversa da quella domandata dalla parte e di sostituire il fatto costitutivo del diritto fatto valere dalla parte, con uno diverso.